# Francesco Maria Balbi
Francesco Maria Balbi (11 de janeiro de 1671 – 16 de janeiro de 1747) foi o 150.º Doge da República de Génova e rei da Córsega.

## Biografia
A eleição do Grande Conselho de 20 de janeiro de 1730 levou Francesco Maria Balbi ao mais alto cargo do estado, o centésimo quinto Doge de Génova em sucessão bienal e o centésimo quinquagésimo na história republicana. Como Doge, ele também foi investido no cargo bienal de rei da Córsega. O seu mandato de dois anos focou-se principalmente, como os seus antecessores, em gerir os vários distúrbios que eclodiram na ilha da Córsega. Depois do final do mandato, a 20 de janeiro de 1732, ele ocupou vários cargos públicos. Balbi morreu em Génova a 16 de janeiro de 1747.